# ستيفن باول ميلر
ستيفن باول ميلر (بالإنجليزية: Stephen Paul Miller)‏ هو شاعر أمريكي، ولد في 28 أكتوبر 1951.